# Romboid

Inom euklidisk geometri är en romboid en parallellogram med oliklånga sidor och vinklar som inte är räta. Är sidorna lika långa övergår parallellogrammen till att benämnas romb och är vinklarna räta övergår den till att kallas rektangel. En romboid har liksom alla parallellogrammer motstående parallella sidor av lika längd (a = a respektive b = b i figuren) och motstående likstora vinklar (α = α respektive β = β), men hos romboiden är både de intilliggande sidorna oliklånga (a ≠ b) och vinklarna i förbundna hörn olikstora (α ≠ β).
Begreppet introducerades av Euklides i Elementa Bok I, definition 22:
"Bland fyrsidiga figurer är en kvadrat den som är rätvinklig och liksidig, en rektangel den som är rätvinklig men inte liksidig, en romb den som är liksidig men inte rätvinklig, en romboid den som har motsatta sidor och vinklar lika med varandra men som varken är rätvinklig eller liksidig. Och låt fyrsidiga figurer utöver dessa kallas trapezoider".